# Robert Graves
Robert Graves, nome completo Robert von Ranke Graves (Wimbledon, 24 luglio 1895 – Deià, 7 dicembre 1985), è stato un poeta, saggista e romanziere britannico.
Artefice di versi di stampo classico e studioso di mitologia e mitografia, ha sempre strenuamente difeso le ragioni della poesia in un'epoca dominata, a suo parere, da interessi economici e fanatismi politici, considerando lo scrivere versi come l'opera più meritevole. È stato uno dei maggiori poeti e letterati inglesi del ventesimo secolo, nonché autore di saggi critici, romanzi, riadattamenti e opere di fantascienza.

## Biografia
Nato in Inghilterra da padre irlandese e madre tedesca, studiò al St John's College dell'Università di Oxford. Durante la prima guerra mondiale combatté in Francia, nel reggimento dei Fucilieri del Galles e fu ferito gravemente nel 1916. Sulle sue esperienze militari scrisse numerosi versi e dedicò alla guerra un dissacrante libro, Addio a tutto questo, nel 1929.
Fu professore di letteratura inglese all'Università del Cairo nel 1926; dal 1927 si ritirò a scrivere a Maiorca. Lasciò l'isola solo durante la guerra civile spagnola e la seconda guerra mondiale e negli anni dal 1961 al 1966 per insegnare poetica a Oxford e, saltuariamente, per conferenze in università americane.

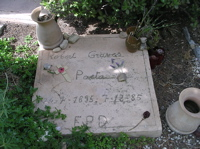
La tomba del poeta a Deià

Nel 1943 compose un manuale per gli scrittori di prosa inglese, Il lettore è alle vostre spalle, mentre nel 1955 pubblicò una raccolta sulla mitologia greca, a cui seguì nel 1963 una raccolta sui miti ebraici. Graves era bisessuale e si sposò due volte; dalle mogli ebbe otto figli.
Morì novantenne in Spagna. Una semplice lapide, nel bucolico scorcio della chiesa parrocchiale di Deià, funge da ultima dimora del poeta. La fondazione che porta il suo nome ha rilevato e sistemato la sua vecchia casa, che si trova in località Ca n'Alluny, a poche centinaia di metri dal centro di Deià, per diffonderne l'opera. Nella Lockwood Memorial Library di Buffalo (New York) è stata allestita una mostra permanente di oltre cento dei suoi libri e manoscritti.

## Teorie storiche
Graves ha approfondito, su temi di natura poetica, lo studio antropologico di James George Frazer. La teoria fondamentale è che sia esistito un continuum cultuale in tutti i popoli indoeuropei, le cui tracce si possono individuare dai Veda, alla Bibbia, ai miti gaelici.
La religione primitiva, secondo Graves, è legata essenzialmente all'agricoltura, e venera la Dea Madre Terra come divinità superiore. Da un iniziale "monoteismo", sono poi scaturite le diverse divinità, secondo i tempi, i luoghi, le etnie, le guerre. Così ogni aspetto della Dea si è di volta in volta personificato, con nomi diversi, rimanendo facilmente individuabile nelle diverse culture: salta subito agli occhi per esempio la corrispondenza dei culti greci e romani, sebbene questo sia dovuto principalmente alla contiguità spaziale e temporale delle due culture.
Graves, riprendendo Frazer, ipotizza che la ritualità nasca dalla necessità dell'uomo di essere padrone del ciclo della terra, così da non lasciarsi soggiogare dalla crudeltà della natura. Poiché le scelte su come, dove, quando e cosa coltivare erano in mano ai sacerdoti, e non ai contadini, esse venivano conservate e tramandate per mezzo dei misteri (dal latino mysterium, in greco μυστήριον mystherion, derivato di μύστης mysthes "iniziato", a sua volta derivato di μυέω myeo "iniziare ai misteri ").
La ricerca di Graves parte dallo studio dell'alfabeto irlandese. Valutando una nutrita vastità di dati e seguendo un personalissimo, e controverso, filo logico, Graves individua in realtà, nella successione alfabetica delle lettere, un indovinello che, ricomposto secondo l'ordine dei mesi dell'anno liturgico, nasconde il nome ineffabile di Dio, il Tetragrammon, o meglio le sue vocali che tutti cercano.
Le invasioni di popoli pastori-guerrieri provenienti dall'Est hanno pian piano usurpato la religione dei contadini e imposto i propri dèi maschili: i miti che raccontano stupri da parte di divinità maschili (basti ricordare Zeus) sarebbero il retaggio mitologico di tali eventi antropici. Come accade spesso nelle migrazioni, però, è la cultura invasa a essere quella più forte, che comunque sopravvive e ingloba la cultura sopravveniente. Si impongono quindi i nomi dei nuovi dèi del pantheon degli invasori, ma la struttura cultuale rimane quella preesistente. Fino a quando il dio maschile del Tetragrammon, il Dio degli Eserciti (Sabaoth) non ne esce vittorioso.
JHWH è un dio maschile, che ha spezzato la ciclicità della storia imposta dalla Dea: un tempo, per rendere fertili i campi, il compagno della Dea veniva sacrificato ogni anno per un novello sposo, come raccontano numerosi miti in altrettante numerose varianti. JHWH, quindi, si impone come unico e onnipotente Dio: un dio geloso, sottolinea la Bibbia. Graves, in particolare, individua nel profeta ebreo Ezechiele il fautore principale di questa rivoluzione religiosa, che non si limita al solo popolo ebraico, ma si diffonde, sempre seguendo la linea temporale delle migrazioni, fino all'Occidente celtico.
Questa passata religione matriarcale è stata successivamente considerata come età dell'oro dai movimenti femministi, un'era primigenia nel quale il "potere" era nelle mani delle donne, e tutto si trovava in un equilibrio perfetto, destinato però a crollare per l'arroganza del maschio usurpatore, portatore di guerra e distruzione.
Durante il lavoro sul suo famoso dizionario I miti greci (1955), si trovò a riflettere sulla teoria dell'origine siciliana dell'Odissea promossa da Samuel Butler, e la trovò piuttosto convincente. Nel 1955 pubblica quindi il romanzo La figlia di Omero (Homer's Daughter) dove trasponde questa teoria storica in un'opera narrativa, ricostruendo le circostanze che indussero la principessa siciliana Nausicaa a scrivere l'Odissea, e dandole il titolo onorario di "figlia di Omero". Dal romanzo Homer's Daughter fu tratto il libretto dal quale la musicista Peggy Glanville-Hicks trasse spunto a sua volta per comporre l'opera Nausicaa, composta dal 1959 al 1960 e presentata per la prima volta nel 1961.
Molte sue idee sulla nascita dei miti si basano sempre sull'interpretazione antropologica di Frazer; per Graves molti miti sono raffigurazioni simboliche di eventi reali con spesso al centro la figura del re sacro sacrificale o metafore di fatti storici arcaici. Margaret Murray, la principale teorica che indicò la stregoneria come avente delle radici pagane, influenzando movimenti come la Wicca, usò il lavoro di Frazer e di Graves per proporre la tesi secondo cui molti re d'Inghilterra che morirono assassinati come re, in particolare Guglielmo II Rufus, erano pagani e stregoni segreti, le cui morti erano la rievocazione del sacrificio umano che si trovava al centro del mito di Frazer. Graves stesso, influenzato a sua volta dalla Murray, sostenne la sopravvivenza di riti pagani celtici di tipo orgiastico-ierogamico nel Medioevo inglese, legati alla festa di May Day, parlandone ad esempio nella sua tesi sul personaggio di Robin Hood, che sarebbe una rielaborazione semi-storica di una divinità pagana delle foreste protagonista anche del Capodanno celtico e di Yule (un dio cornuto simile a Cernunnos, divenuto poi nel folklore Herne il Cacciatore, l'hobgoblin Robin Goodfellow e infine il leggendario bandito Robin Hood).

## Romanzi e saggi
- 1929 – Addio a tutto questo (Good-bye to All That), trad. di Annalisa Carena, Piemme, Casale Monferrato, 2005; ora Adelphi, Milano, 2016, con una nota di Ottavio Fatica.
- 1929 – L'urlo (The Shout), a cura di Ottavio Fatica, Theoria, Roma-Napoli, 1987; Adelphi, Milano, 2010.
- 1934 – Io, Claudio (I Claudius), trad. di Carlo Coardi, Bompiani, Milano, I ed. 1935; Garzanti, Milano, 1973; Corbaccio, Milano, 1995.
- 1934 – Il divo Claudio (Claudius the God and His Wife Messalina), trad. di Carlo Coardi, Bompiani, Milano, I ed. 1936; Mondadori, Milano, 1974; Corbaccio, Milano, 1997; TEA, Milano, 2000.
- 1938 – Belisario (Count Belisarius), trad. di Luisa Nera, Corbaccio, Milano, 1995.
- 1944 – Il vello d'oro (The Golden Fleece), trad. di Francesca Antonini, Corbaccio, Milano, 1993; TEA, Milano, 1997; Longanesi, Milano, 2016.
- 1946 – Jesus Rex (King Jesus), Bompiani, Milano, 1982; Io, Gesù, trad. di Adriana Dell'Orto, Longanesi, Milano, 2015.
- 1948 – La Dea Bianca (The White Goddess), trad. di Alberto Pelissero, Adelphi, Milano, 1992.
- 1949 – Sette giorni fra mill'anni (Seven Days in New Crete), trad. di Francesco Santoliquido, Bompiani, Milano, 1954; Mondadori, Milano, 1976; Sette giorni fra mille anni, trad. di Silvia Bre, Nottetempo, Roma, 2015.
- 1950 – Le isole senza saggezza (The Isles of Unwisdom), trad. Maria Galli de' Furlani, Garzanti, 1952.
- 1955 – I miti greci (The Greek Myths), trad. di Elisa Morpurgo, presentazione di Umberto Albini, Longanesi, Milano, I ed. 1955.
- 1955 – La figlia di Omero (Homer's Daughter), trad. di Marcella Hannau, Longanesi, Milano, 1955; Guanda, Parma, 1992.
- 1957 – Una goccia di veleno (They Hanged My Saintly Billy), Longanesi, Milano, 1959.
- 1958 – Un brindisi per Ava Gardner (A Toast to Ava Gardner), a cura di Guido Fink, Theoria, Roma-Napoli, 1988.
- 1963 – I miti ebraici e critica alla Genesi (Hebrew Myths: The Book of Genesis), con Raphael Patai, trad. di Maria Vasta Dazzi, Longanesi, Milano, 1969; I miti ebraici, Longanesi, Milano, 1969.

## Poesie
- 1964 – I poeti sono uomini, trad. di Giovanni Galtieri, introduzione di Carlo Izzo, Guanda, Parma, 1964 (antologia poetica).
- 1991 – Lamento per Pasifae, trad. di Giovanni Galtieri, introduzione di Carlo Izzo, Guanda, Parma, 1991 (antologia poetica).